# Something Must Break
Something Must Break (Originaltitel: Nånting måste gå sönder) ist ein schwedischer Spielfilm von Ester Martin Bergsmark aus dem Jahr 2014. Das Transgender-Drama gewann eine Reihe von Festivalpreisen, die Hauptdarstellerin wurde mit dem Guldbagge-Preis ausgezeichnet.

## Handlung
Der androgyne Sebastian lebt mit der lesbischen Lea in einer WG in Stockholm. Tagsüber arbeitet er in einem Warenlager, nachts sucht er sexuelle Abenteuer mit Männern und versucht, durch Drogen der Realität zu entkommen. Für seine weibliche Seite hat er den Namen Ellie ausgewählt. Immer wieder spielt er mit Gedanken an Suizid. Als er eines Tages auf einer öffentlichen Toilette angegriffen wird, erfährt er Hilfe vom zufällig vorbeikommenden Andreas. Schon bald trifft Sebastian Andreas auf einer Feier ein weiteres Mal, zieht mit ihm durch die Stadt und übernachtet schließlich bei ihm. Die beiden kommen sich zunehmend näher und haben, auf Sebastians Initiative, auch Sex. Zusammen rauben sie einen Freier aus und gehen in einem abgelegenen See nackt schwimmen, wobei es zu einem intensiven Kuss kommt.
Eines Morgens geht Andreas jedoch wieder auf Distanz und betont, nicht schwul zu sein. Sebastian reagiert auf die Zurückweisung mit neuerlichen sexuellen Abenteuern und einer weiteren Hinwendung zu seiner Identität als Ellie. Er spioniert Andreas nach und stellt sich ungefragt dessen Freunden vor, darunter auch Mattias, der die besondere Beziehung zwischen den Jungen erkennt, Sebastian aber auch selbst Avancen macht. Daraufhin bleibt Sebastian Andreas wieder fern, bis dieser eines Tages selbst zu ihm zurückkehrt. Nun offenbart Sebastian ihm auch seine Identität als Ellie. Andreas lässt sich sogleich darauf ein, stattet ihn/sie mit Handtasche und Kleid aus und plant bereits eine gemeinsame Wohnung. Doch nach einer Zeit des Glücks tritt Andreas’ Zerrissenheit in Bezug auf seine Sexualität wieder an die Oberfläche. Als er Sebastian vorschlägt, sich einer geschlechtsangleichenden Operation zu unterziehen, bezeichnet dieser ihn als „Feigling“ und sucht sein Glück, nun endgültig als Ellie, wieder in Darkrooms.
Widerwillig besucht Ellie auf Andreas’ Vorschlag hin noch eine Karaoke-Party bei Mattias’ Bruder, wird allerdings wütend und verlässt sie schon bald wieder. Andreas, der ihr zunächst folgt, weist sie mit den Worten „Ich werde dich nie vergessen“ zurück. In der Schlussszene sitzt Ellie einsam auf einem Hügel am Stadtrand; eine Passantin schafft es, sie aufzumuntern, als sie die Tatsache erwähnt, dass der Hügel eigentlich ein Müllberg sei.

## Hintergrund
Der Film basiert auf dem Buch Du är rötterna som sover vid mina fötter och håller jorden på plats („Du bist die Wurzeln, die unter meinen Füßen schlafen und die Erde zusammenhalten“) des Transgender-Aktivisten Eli Levéns aus dem Jahr 2010. Levéns beteiligte sich auch selbst am Drehbuch. Für Transgender-Regisseur Bergsmark ist es nach dem Dokudrama She Male Snails (Pojktanten) 2012 schon die zweite Zusammenarbeit mit Levéns. Bergsmarks Arbeiten wurzeln in der Sex-positiv-Feminismus-Bewegung in Schweden. Der Film wurde mit der Unterstützung des Schwedischen Filminstituts produziert. Der Filmtitel Something Must Break leitet sich vom gleichnamigen Lied von Joy Division ab; der schwedische Originaltitel ist eine wörtliche Übersetzung.

## Premieren
Der Film feierte seine Premiere am 24. Januar 2014 auf dem Göteborg International Film Festival, die schwedische Kinopremiere folgte am 28. März. In den USA hatte der Film auf dem Tribeca Film Festival 2014 Premiere, wo er im Wettbewerb lief. In Deutschland erschien der Film im Verleih der Edition Salzgeber als Original mit deutschen Untertiteln am 26. März 2015 in den Kinos, die DVD wurde am 5. Mai veröffentlicht.

## Rezeption
Der Film wurde von Kritikern unterschiedlich aufgenommen.
Jay Weissberg war in der Variety gespaltener Meinung: Something Must Break sei eine „entschlossen transgressive Romanze“, die aber „nur sporadisch“ Interesse wecken könne; „starke Szenen“ würden sich mit „düsterem Füllmaterial und Pseudo-Provokation“ abwechseln und Szenen „stöhnender Unfeinheit“ würden die versuchte „poetische Innerlichkeit“ zerstören. Weissberg kritisiert auch, dass der Regisseur fälschlich annehme, Randfiguren der Gesellschaft seien von sich aus schon faszinierend. Besser bewertete er die Kameraführung und die Musikauswahl.
Im Guardian beschrieb Benjamin Lee Something Must Break als „mängelbehaftet aber frisch“. Der „leichte“ Film funktioniere am besten als fast ausschließlich auf den Protagonisten bezogene „Charakterstudie“. Lee lobte besonders die „fesselnde“ Schauspielleistung von Saga Becker (Sebastian/Ellie). Der durch eine gewisse „schmuddelige Hässlichkeit“ und einen „grellen Stil“ erzeugte Eindruck werde durch zu viel Wiederholung allerdings ausgebremst.
Der Filmdienst lobte den „visuell … zwischen stilisiertem Melodram und blankem Realismus“ angesiedelten Film für die „stimmige romantische Färbung“ der „gemeinsamen Szenen der Hauptfiguren“ und die „glaubwürdige“ Interpretation durch die Schauspieler.
Stefan Hochgesand von der taz attestierte Regisseur Bergsmark, ein „wirklich queeres Sujet in den Fokus“ zu nehmen, was den Film deutlich abhebe von „den hundertmal erzählten Coming-out-Storys um eindeutig schwule Jungs und Männer, die sich als solche definieren“. Something Must Break nehme die „Queerness der Hauptfigur ernst“. Carsten Moll schrieb in queer.de über die Kameraführung von Lisabi Fridell und Minka Jakerson: „Der Sex wird aufgelöst in höchst artifizielle Slow-Motion-Tableaus, wie man sie auch aus den Filmen Lars von Triers kennt.“

## Auszeichnungen
- Guldbagge 2015[11]
  - Beste Hauptdarstellerin (Saga Becker)
  - nominiert für Bestes Drehbuch
- Silver Q Hugo Film Award auf dem Chicago International Film Festival (2014)[12]
- Jurypreis bei den Lesbisch Schwulen Filmtagen Hamburg (2014)[13]
- Best Feature Film und Best Interpretation (für Saga Becker) bei Queer Lisboa (2014)[14]
- Best International Dramatic Feature Film auf dem Outfest in Los Angeles (2014)[15]
- Hivos Tiger Award auf dem International Film Festival Rotterdam (2014)[16]
- Wells Fargo First Feature Award beim Frameline-Festival in San Francisco (2014)[17]

## Belege
1. ↑   Freigabebescheinigung für Something Must Break. Freiwillige Selbstkontrolle der Filmwirtschaft, Januar 2015 (PDF; Prüfnummer: 149 506 K).
2. ↑  Alissa Simon: Review: She Male Snails. In: Variety. 6. Februar 2012, abgerufen am 13. April 2016 (englisch).
3. ↑  Sophie Mayer: Political Animals. The New Feminist Cinema. I. B. Tauris, London/New York 2015, ISBN 978-1-78453-372-4, S. 178/179.
4. 1 2  Stefan Hochgesand: Manchmal lachen die Augenbrauen. In: taz.de. 25. März 2015, abgerufen am 13. April 2016.
5. ↑  Five Questions with Something Must Break  Director Ester Martin Bergsmark. In: Filmmaker Magazine. 25. April 2014.
6. ↑  Produktinfo. (PDF; 302 kB) Edition Salzgeber, 7. April 2015, archiviert vom Original (nicht mehr online verfügbar) am 12. April 2016; abgerufen am 13. April 2016.  Info: Der Archivlink wurde automatisch eingesetzt und noch nicht geprüft. Bitte prüfe Original- und Archivlink gemäß Anleitung und entferne dann diesen Hinweis.
7. ↑  Jay Weissberg: Rotterdam Film Review: ‘Something Must Break’. In: Variety. 7. Februar 2014, abgerufen am 13. April 2016 (englisch): „a determinedly transgressive romance of intermittent interest … he seems to think that marginalized people are, ipso facto, fascinating … Strong scenes compete with moody filler and pseudo-provocation … The director often aims for a certain poetic interiority, which he betrays with scenes of groaning unsubtlety.“
8. ↑  Benjamin Lee: Something Must Break review – bittersweet take on young love. In: The Guardian. 2. April 2015, abgerufen am 13. April 2016 (englisch): „this flawed but fresh Swedish drama … the compelling lead performance from newcomer Saga Becker … Director Ester Martin Bergsmark’s slight film works best as a character study focused almost exclusively on the lead. There’s a grubby ugliness … and a garish style that leaves an impression, although too much repetition holds it back.“
9. ↑  Something Must Break. In: Lexikon des internationalen Films. Filmdienst, abgerufen am 13. April 2016.
10. ↑  Carsten Moll: Kinostart. „Something Must Break“: Körperflüssigkeiten und die ganz große Liebe. In: queer.de, 25. März 2015, abgerufen am 23. Juli 2019.
11. ↑  Something Must Break (2014), Awards, Swedish Film Institute.
12. ↑  Highest Standards of Filmmaking Celebrated at the 50th Chicago International Film Festival’s Awards Night. Chicago International Film Festival, 17. Oktober 2014, abgerufen am 13. April 2016 (englisch).
13. ↑  Wettbewerbe und Preisträger. Lesbisch Schwule Filmtage Hamburg, archiviert vom Original (nicht mehr online verfügbar) am 2015072; abgerufen am 15. April 2016.
14. ↑  Queer Lisboa 18 winners. Queer Lisboa, 1. Oktober 2014, archiviert vom Original (nicht mehr online verfügbar) am 14. April 2016; abgerufen am 15. April 2016 (englisch).
15. ↑  Outfest Los Angeles 2014 Awards. Outfest, archiviert vom Original (nicht mehr online verfügbar) am 16. Mai 2016; abgerufen am 15. April 2016 (englisch).
16. ↑  Hivos Tiger Awards Competition. International Film Festival Rotterdam, abgerufen am 13. April 2016 (niederländisch).
17. ↑  Frameline38 Awards. Frameline, 30. Juni 2014, archiviert vom Original (nicht mehr online verfügbar) am 14. April 2016; abgerufen am 15. April 2016 (englisch).